# Santa Margherita Ligure
Santa Margherita Ligure (ligurisch Santa Margaita oder Santa Margaitta), auch die Perle von Tigullien genannt, ist eine Stadt mit 8437 Einwohnern (Stand 31. Dezember 2023) in der Metropolitanstadt Genua. Sie hat den Ruf einer kleinen elegant-mondänen Hafenstadt an der Riviera di Levante. Im einheimischen Umfeld wird sie kurz auch einfach Santa (Heilige) genannt.

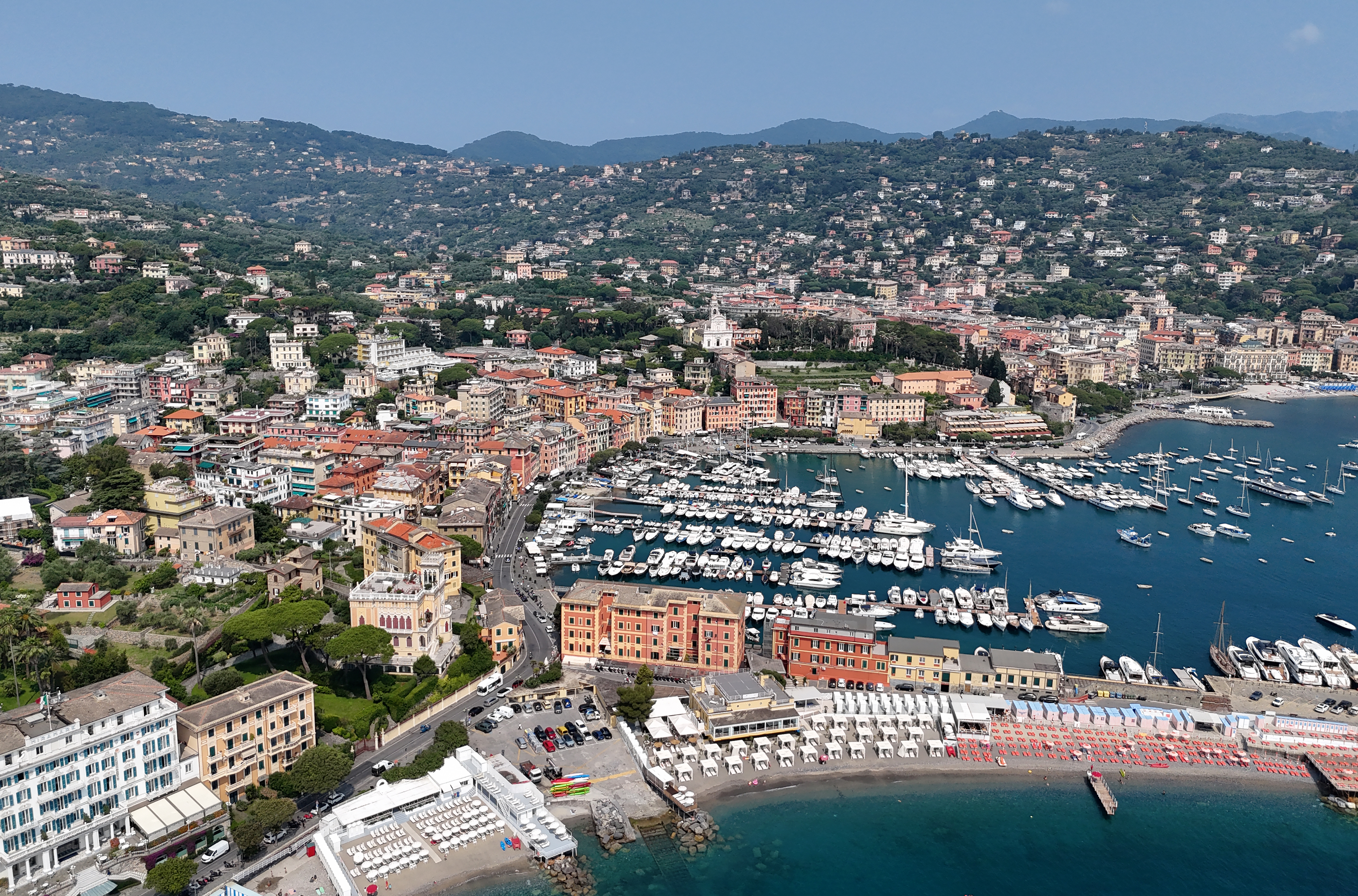
Blick auf die Wasserfront von Santa Margherita Ligure

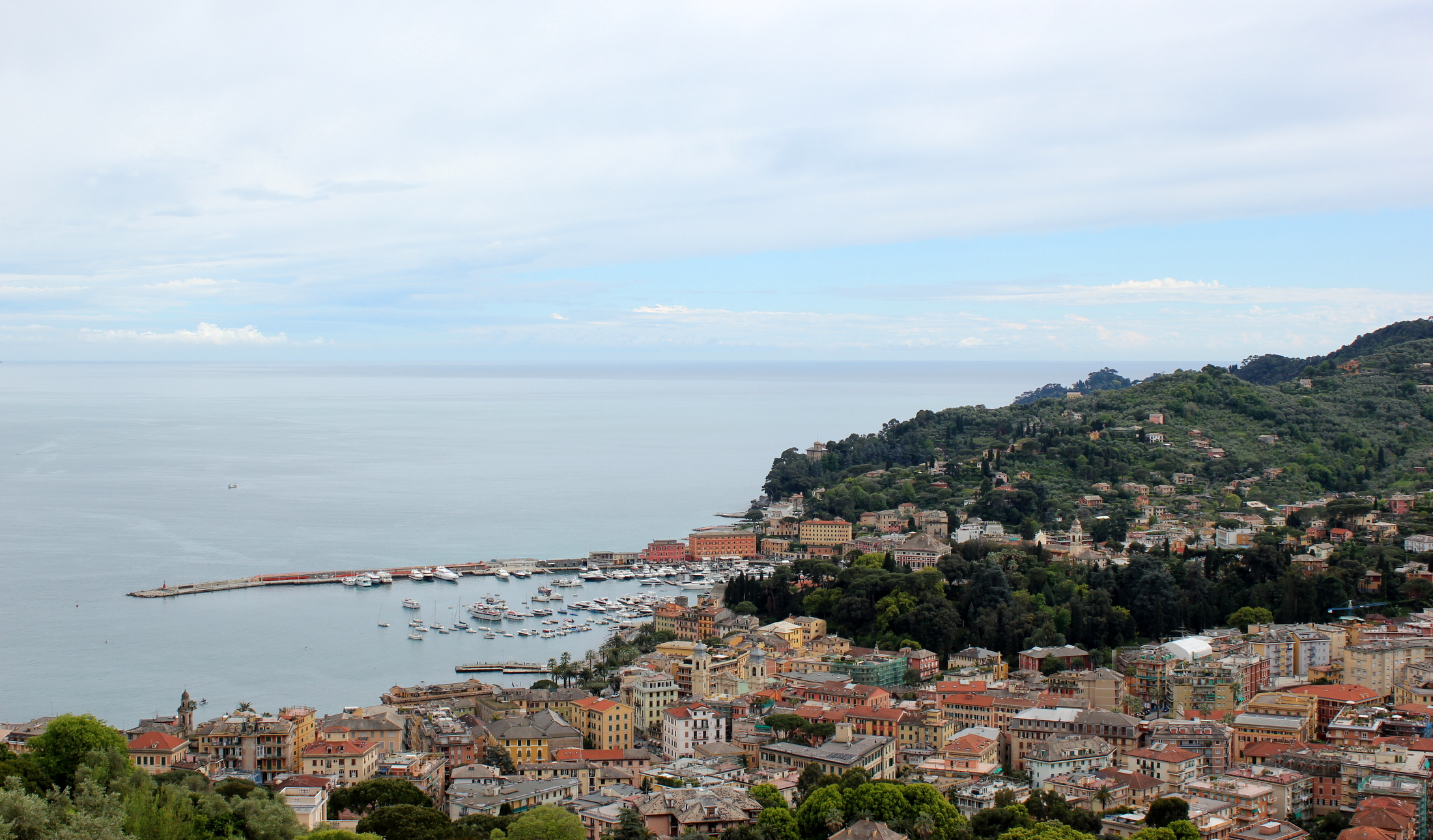
Blick von der Via Aurelia auf Santa Margherita

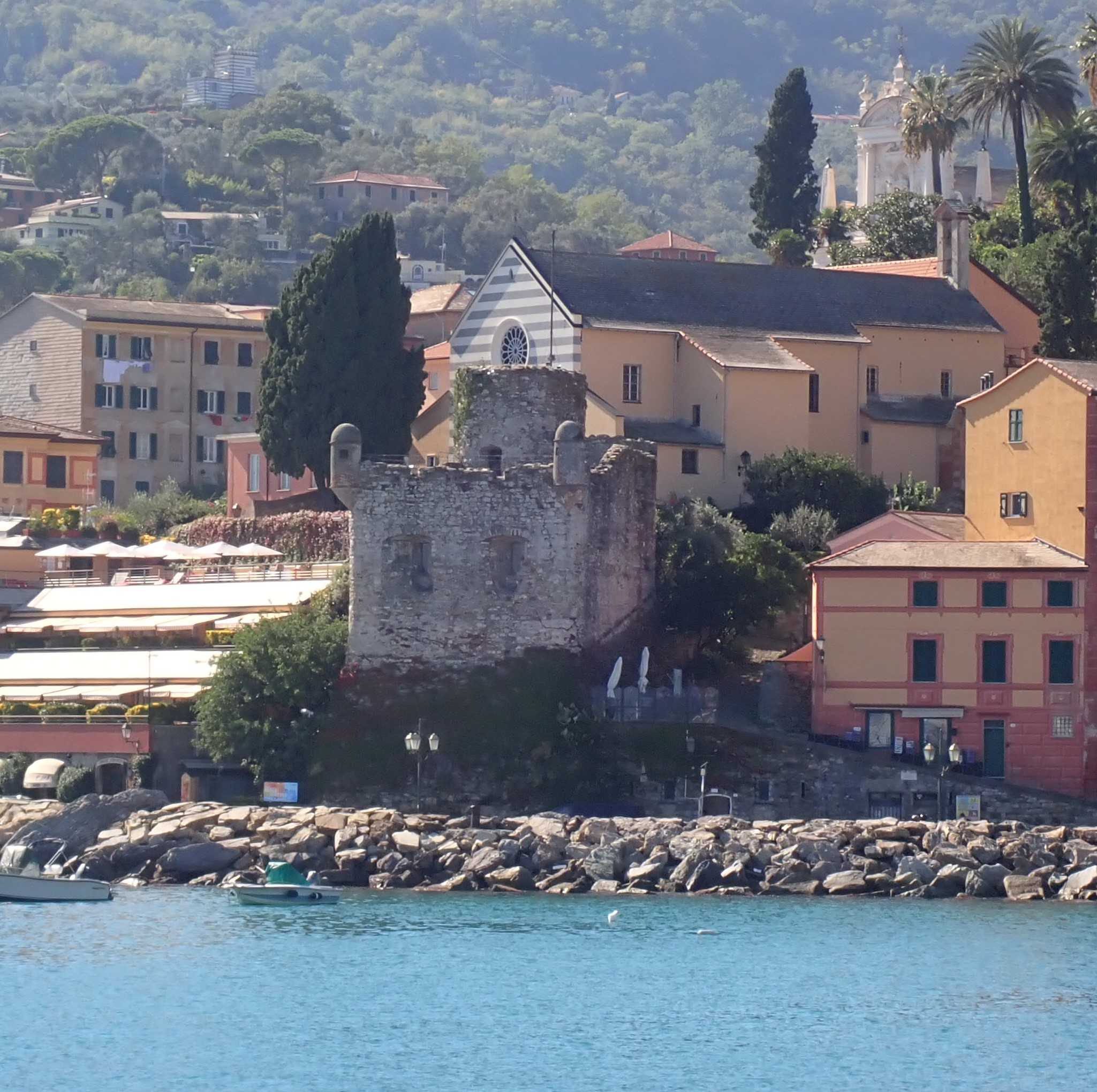
Blick vom Meer auf das Castello

## Geographie
Santa Margherita Ligure liegt an der Riviera di Levante in Ligurien, an der Ostseite des Kaps von Portofino und in der Mitte des Golf von Tigullien (italienisch: Golfo del Tigullio). Die Stadt befindet sich ungefähr 35 Kilometer von der Regionshauptstadt Genua entfernt und ist von den Hügelausläufern des Ligurischen Apennins umgeben. Die Vegetation ist mediterran mit Parkanlagen und Gärten, die einen Blick auf die Costa dei Delfini (Delfinküste) bieten, welche die Gemeinde von Portofino trennt.
Ein Teil des kommunalen Territoriums befindet sich im Parco naturale regionale di Portofino (Regionaler Naturpark Portofino). Zudem verwaltet Santa Margherita Ligure zusammen mit den Gemeinden Camogli und Portofino das Meeresschutzgebiet Portofino.
Die Gemeinde ist Teil der geographischen Zone namens Tigullien.

## Kultur und Sehenswürdigkeiten

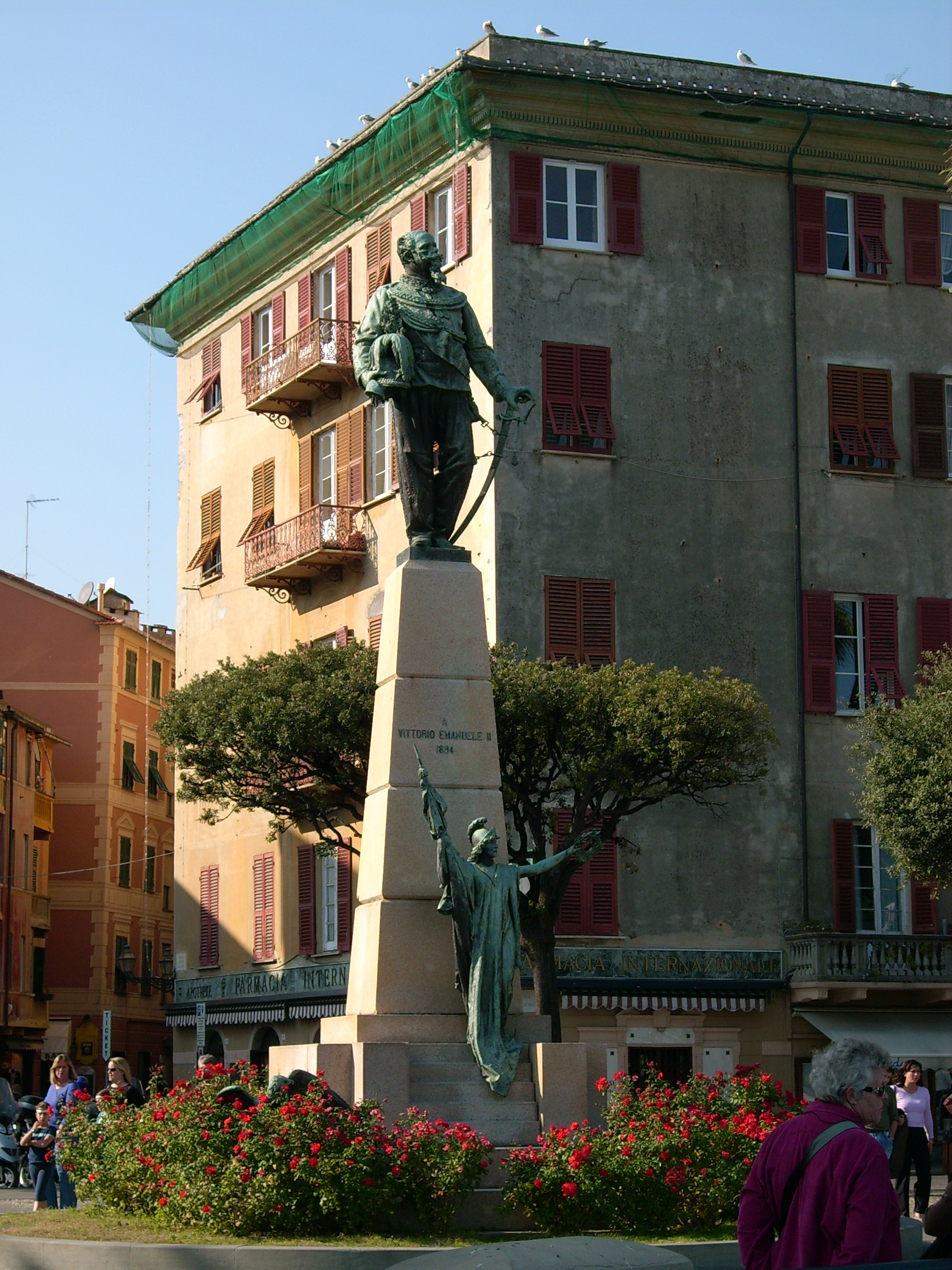
Die Statue von Viktor Emanuel II. im Zentrum der Stadt

### Film
Am Golf von Tigullien, wie auch in Santa Margherita Ligure selbst wurden in den 1960er und 1980er Jahren zahlreiche italienische Kinofilme gedreht. 1973 diente die Stadt als Kulisse für Teile des Films La polizia incrimina, la legge assolve des Regisseurs Enzo Castellari.
1988 wählte der Regisseur Maurizio Ponzi die Gemeinde als Drehort einiger Episoden der Komödie Il volpone.

## Wirtschaft
Die Wirtschaft von Santa Margherita Ligure basiert größtenteils auf dem Tourismus. Seine Attraktivität bei Reisenden aus aller Welt zollt die Gemeinde der Vielzahl von Seebädern, den luxuriösen Hotels und nicht zuletzt der Lage in unmittelbarer Nähe zum Touristenmagnet Portofino. Von Bedeutung ist ebenfalls der Kreuzfahrttourismus.
Der Hafen der Stadt wird als Ankerplatz für Yachten, wie auch für die traditionellen Fischerboote genutzt. Er ist außerdem der Ausgangspunkt verschiedener Wassersportveranstaltungen wie beispielsweise international beachtete Regatten.

## Infrastruktur

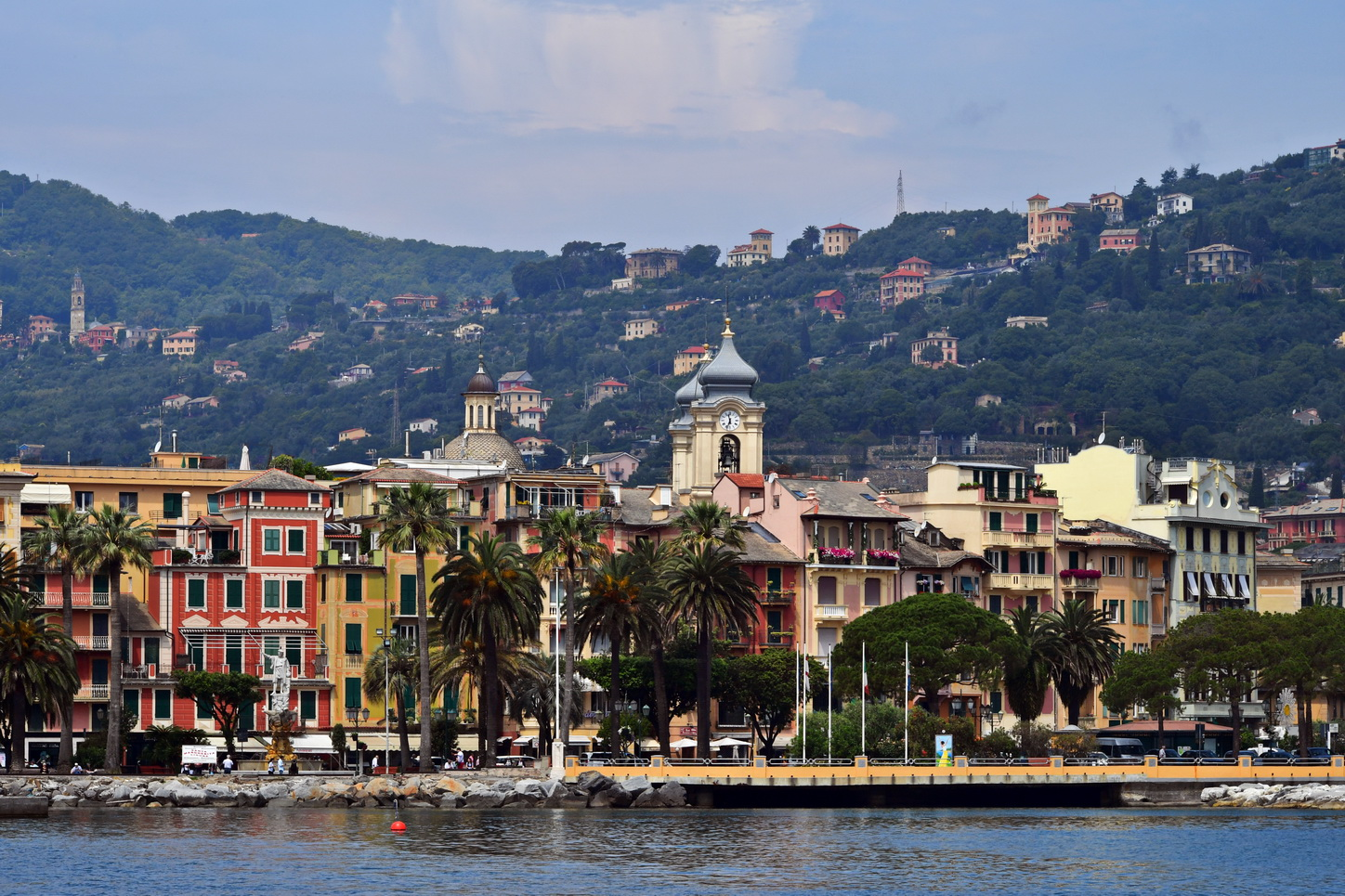
Stadtansicht mit der Chiesa di Santa Margherita d’Antiochia

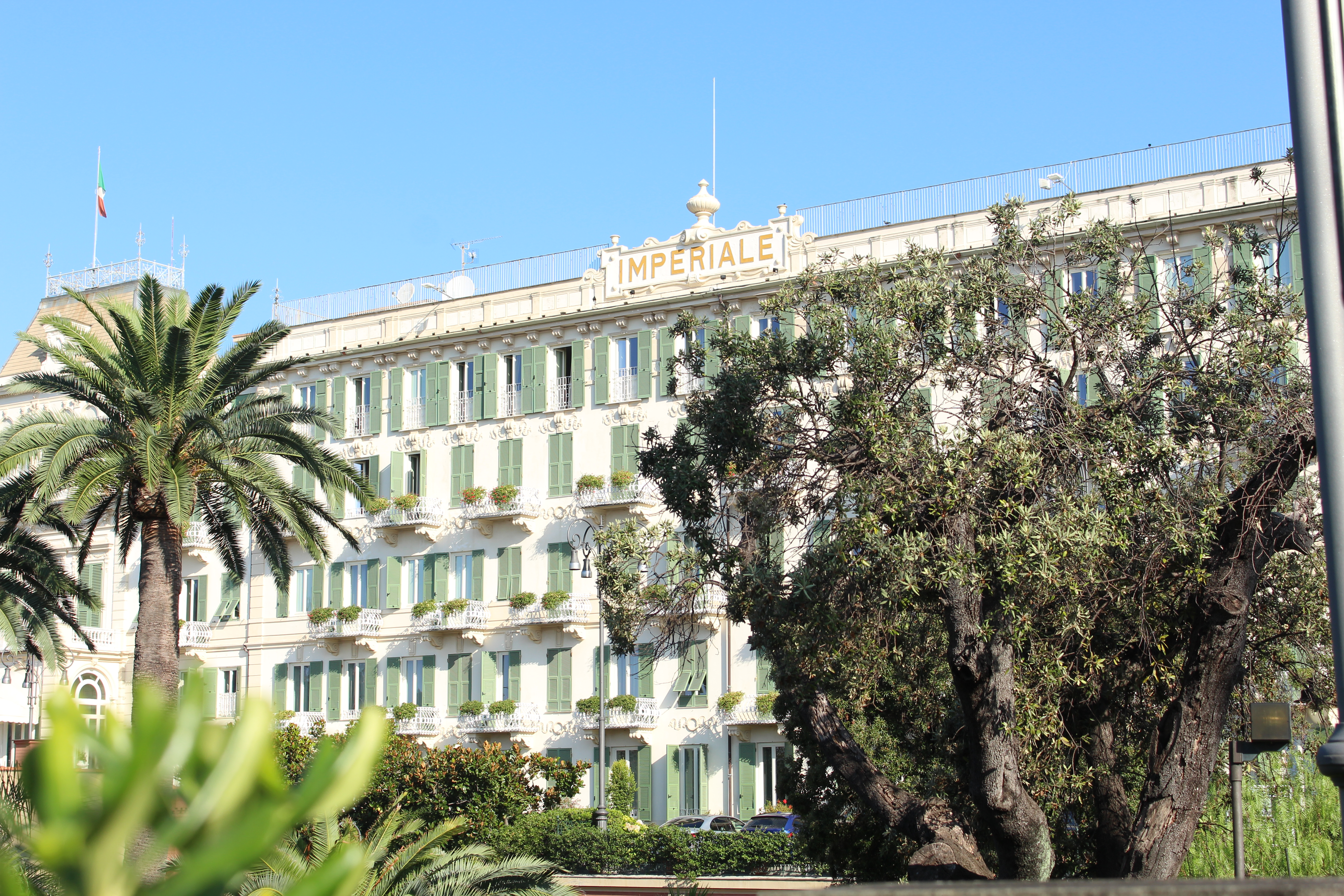
Hotel Imperiale Palace, am Ortsrand von S. Margherita

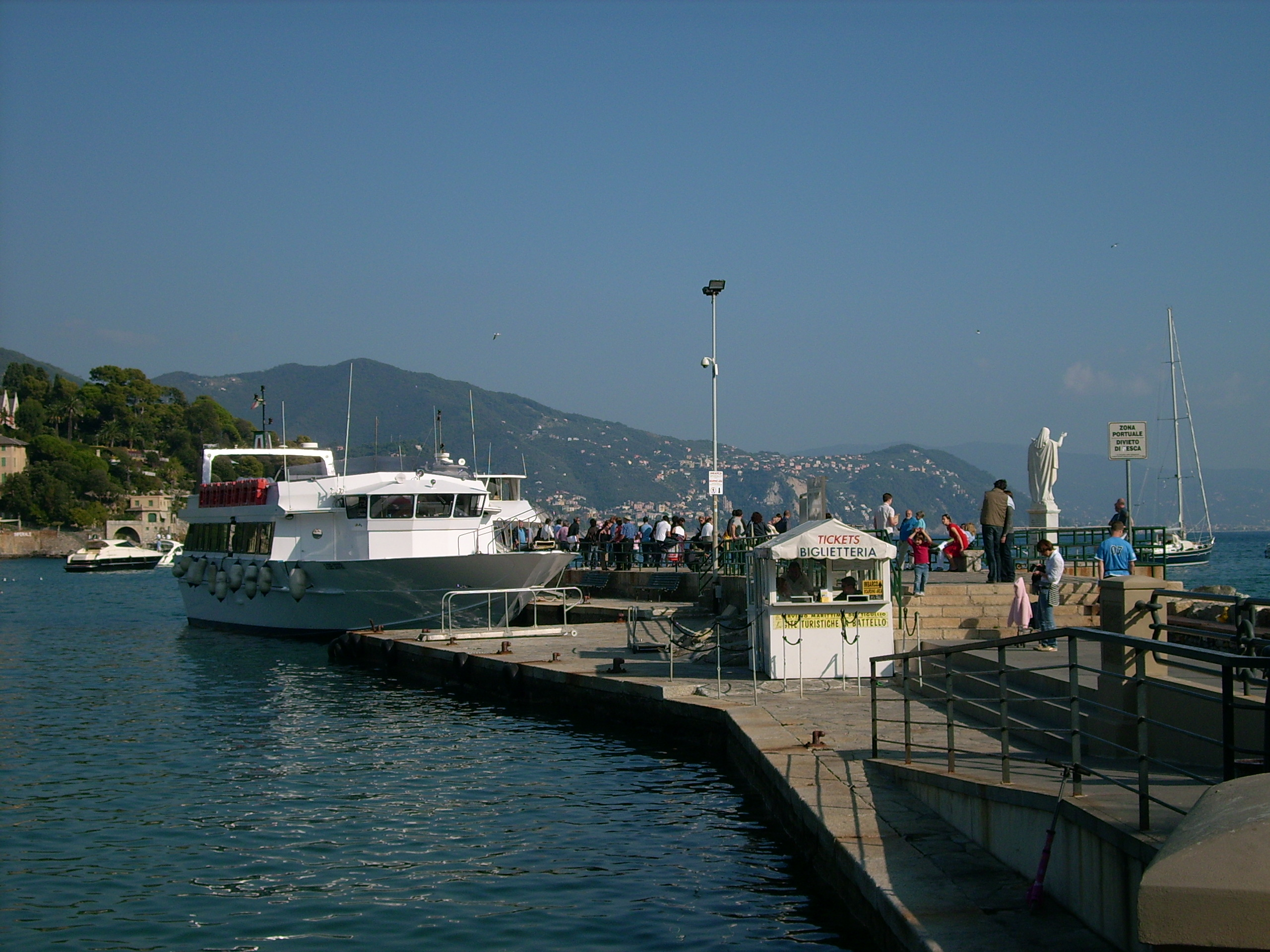
Eines der Linienschiffe im Hafen der Stadt

### Straßenverkehr
Santa Margherita Ligure liegt an der Küstenstraße, die Rapallo mit Portofino verbindet. Die Gemeinde selbst ist nicht direkt an die Autobahn angebunden, ist aber über die Ausfahrt bei Rapallo von der A12 erreichbar. Von dort kann Santa Margherita entweder über die Via Aurelia (SP 1) oder über die Straße von San Michele di Pagana erreicht werden. Beide Straßen sind jedoch oft überlastet.
Die direkte Anfahrt erlaubt die Via Aurelia allerdings nicht. Bei San Lorenzo della Costa führt hingegen eine schmale Verbindungsstraße, deren Nutzung durch Lastwagen nicht zu empfehlen ist, in das bewohnte Zentrum der Stadt. Die Straße von San Michele di Pagana ist circa drei Kilometer kürzer als erstere, ist aber durch eine starke Fahrbahnverengung geprägt, so dass nur ein Fahrzeug auf einmal passieren kann.
Wegen dieser Infrastrukturprobleme sind verschiedene Verkehrsprojekte in der Planungsphase, darunter der Bau eines Tunnels nach Rapallo.

### Öffentlicher Verkehr
Der Bahnhof von Santa Margherita-Portofino befindet sich an der Bahnstrecke Pisa–La Spezia–Genua im Abschnitt zwischen Genua und La Spezia.

### Schifffahrt
Es bestehen regelmäßig bediente Schiffverbindung von Santa Margherita Ligure nach Portofino, San Fruttuoso und den Cinque Terre, wie auch zu den großen Zentren Liguriens Rapallo, Sestri Levante, Chiavari und Genua.

## Söhne und Töchter der Stadt
- Jerónimo Costa (1880–1967), chilenischer Maler
- Antonio Ghiardello (1898–1992), Ruderer
- Gianni Berengo Gardin (1930–2025), Fotograf
- Mauro Macario (* 1947), Regisseur und Künstler
- Enrico Faccini (* 1962), Comiczeichner und -autor
- Elia Bastianoni (* 1991), Fußballspieler
- Elisa Queirolo (* 1991), Wasserballspielerin
- Veronica Paccagnella (* 1992), Ruderin